# Волнат Гроув (округ Хардин, Тенеси)
Волнат Гроув (енгл. Walnut Grove, Hardin County) насељено је место без административног статуса у америчкој савезној држави Тенеси.

## Демографија
По попису из 2010. године број становника је 396.
| Група             | 2000.    | 2010.       |
| Белци             | 0 (0,0%) | 386 (97,5%) |
| Афроамериканци    | 0 (0,0%) | 0 (0,0%)    |
| Азијати           | 0 (0,0%) | 0 (0,0%)    |
| Хиспаноамериканци | 0 (0,0%) | 9 (2,3%)    |
| Укупно            | 0        | 396         |